# Rosenthal (Wassenberg)
Rosenthal ist ein Weiler im Ortsteil Birgelen, gehörig zu Wassenberg, in Nordrhein-Westfalen. Zu Rosenthal gehört die kleine Siedlung mit Namen Schaufenberg.

## Geografie
Rosenthal grenzt im Nordwesten an die ehemaligen Mercury-Siedlung bei Rothenbach (Wassenberg), im Norden an den zu Rosenthal gehörende Bahnhof, im Osten an Schaufenberg und den ehemaligen Schacht der Zeche Sophia-Jacoba, Hückelhoven, an dessen Stelle heute der Bauhof der Stadt Wassenberg eingerichtet ist. Im Süden liegt der größere Stadtteil Birgelen.

## Geschichte
Der Hof Rosenthal wurde bereits im 14. Jahrhundert erwähnt. Die Siedlung bekam ihre Bedeutung erst im 19. Jahrhundert mit dem Sandabbau nördlich von Rosenthal im Grenzwald.

## Bahnhof Rosenthal

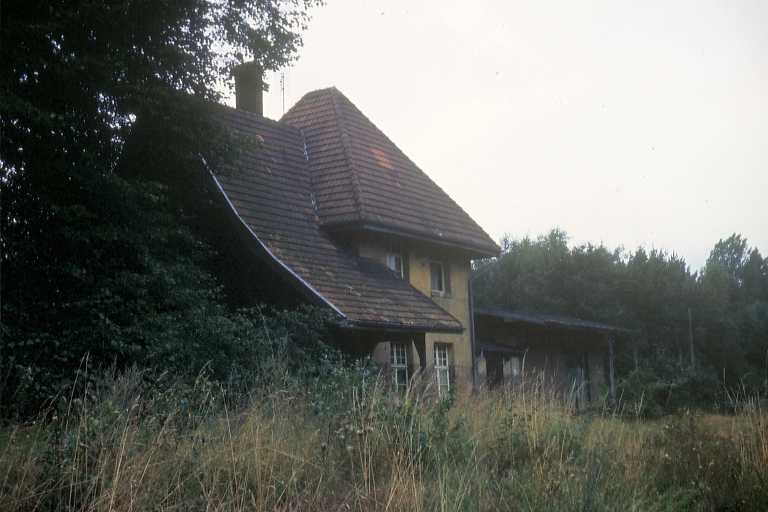
Bahnhof Rosenthal im Jahre 1983

1911 wurde die Bahnstrecke Jülich–Dalheim eröffnet. In diesem Zuge bekam der Ort nördlich vom Ortskern einen Bahnhof sowohl für den Güter- als auch Personenverkehr. In erster Linie zählte jedoch der Güterverkehr für den Bau des Bahnhofes, weil im naheliegenden Wald Sand abgebaut und verarbeitet wurde. 1983 wurde die Strecke stillgelegt und die Gleise von Ratheim bis Dalheim abgebaut. Zahlreiche Gebäude der Wegberger Sandwerke, wie das Verladegebäude und das Lagergebäude nördlich des denkmalgeschützten Empfangsgebäudes sind noch heute erhalten und werden als Wohngebäude genutzt.